# Surface de Dini

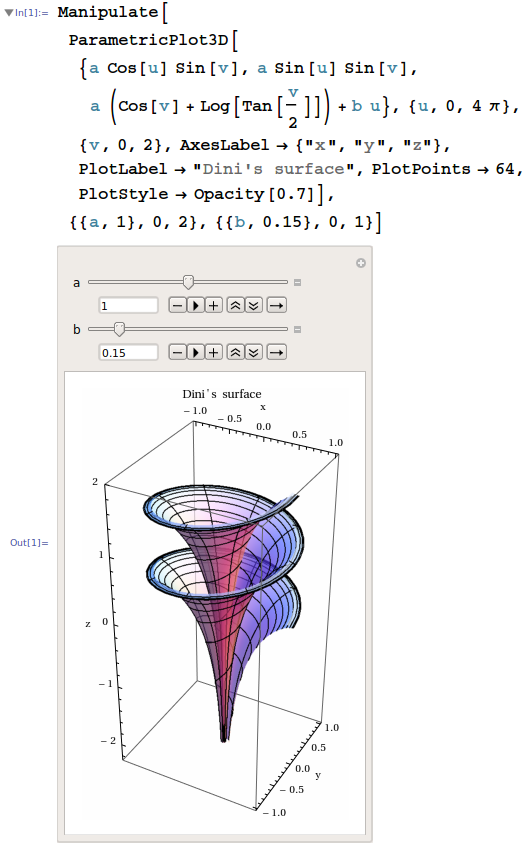
Surface de Dini tracée (avec paramètres ajustables) par le programme Wolfram Mathematica.

En géométrie, une surface de Dini est une surface de courbure constante négative obtenue à partir d'une pseudosphère par déformation hélicoïdale. Elle a été étudiée par Ulisse Dini , et est décrite par le système d'équations paramétriques :
{\displaystyle {\begin{aligned}x&=a\cos u\sin v\\y&=a\sin u\sin v\\z&=a\left(\cos v+\ln \tan {\frac {v}{2}}\right)+bu\end{aligned}}}
C'est une variante d'hélicoïde construite à partir d'une tractrice.

## Courbure
Courbure de Gauss:
{\displaystyle K=-{\frac {1}{a^{2}+b^{2}}}}